# Alberto Pagani
Alberto Pagani (Milano, 29 agosto 1938 – 11 settembre 2017) è stato un pilota motociclistico italiano.

## Carriera
Figlio di Nello Pagani, primo pilota italiano a conquistare un titolo iridato nel motomondiale, nella classe 125 dell'edizione del 1949, ha iniziato nel 1956 la sua carriera nel motociclismo anche grazie all'appoggio del padre.
Il suo esordio nel campionato mondiale è avvenuto nella stagione 1959, conquistando i suoi primi punti iridati in sella ad una Ducati in occasione del Gran Premio motociclistico dell'Ulster della 125, dove si piazza al 5º posto.
Dalla stagione 1960 a quella del 1970 ha preso parte e ottenuto punteggi iridati in gare di tutte le classi, utilizzando motociclette di marche diverse, pur essendo i suoi principali rapporti quelli con la Aermacchi, di cui è stato collaudatore per vari anni, e quello con la LinTo.
Proprio con la LinTo 500 GP ha ottenuto la sua prima vittoria in un gran premio, al GP delle Nazioni del 1969.
Nel 1971, dopo la morte di Angelo Bergamonti è stato chiamato dalla MV Agusta a sostituirlo nel ruolo di secondo pilota, al fianco di Giacomo Agostini; è iniziata così una lunga serie di risultati positivi per Pagani che si ritrovava in sella a quelle che, in quel periodo, si dimostravano le moto più competitive del lotto.
In totale, fino al momento del ritiro avvenuto alla fine del 1972, nel motomondiale ha vinto 3 gran premi e, come miglior risultato nella classifica finale di una stagione, nel 1972 si è laureato vicecampione del mondo nella classe 500 alle spalle di Agostini.
Muore l'11 settembre 2017 all'età di 79 anni a causa di un malore improvviso. 

## Risultati nel motomondiale

### Classe 50
| 1963 | Classe | Moto     |   |   |   |     |   |   |    |    |   |    |   |   |  | Punti | Pos. |
| ---- | ------ | -------- | - | - | - | --- | - | - | -- | -- | - | -- | - | - |  | ----- | ---- |
| 1963 | 50     | Kreidler | 5 | - | 6 | Rit | - | - | NE | NE | 5 | NE | 3 | - |  | 9     | 7º   |

| Legenda | 1º posto        | 2º posto            | 3º posto            | A punti      | Senza punti        | Grassetto – Pole position Corsivo – Giro più veloce |
| Legenda | Gara non valida | Non qual./Non part. | Ritirato/Non class. | Squalificato | '-' Dato non disp. | Grassetto – Pole position Corsivo – Giro più veloce |

### Classe 125
| 1959 | Classe | Moto               |    |  |   |   |   |   |   |   |  |  |  |  |  | Punti | Pos. |
| ---- | ------ | ------------------ | -- |  | - | - | - | - | - | - |  |  |  |  |  | ----- | ---- |
| 1959 | 125    | Ducati e MV Agusta | NE |  | - | 7 | - | - | 5 | 7 |  |  |  |  |  | 2     | 13º  |

| 1960 | Classe | Moto      |    |    |   |     |    |   |   |  |  |  |  |  |  | Punti | Pos. |
| ---- | ------ | --------- | -- | -- | - | --- | -- | - | - |  |  |  |  |  |  | ----- | ---- |
| 1960 | 125    | MV Agusta | NE | 12 | 7 | Rit | NE | - | - |  |  |  |  |  |  | 0     |      |

| 1962 | Classe | Moto  |   |   |  |   |   |   |   |   |   |   |   |  |  | Punti | Pos. |
| ---- | ------ | ----- | - | - |  | - | - | - | - | - | - | - | - |  |  | ----- | ---- |
| 1962 | 125    | Honda | - | - |  | - | - | - | - | - | 5 | - | - |  |  | 2     | 19º  |

| 1968 | Classe | Moto      |   |   |   |   |    |   |   |   |   |    |  |  |  | Punti | Pos. |
| ---- | ------ | --------- | - | - | - | - | -- | - | - | - | - | -- |  |  |  | ----- | ---- |
| 1968 | 125    | Aermacchi | - | - | - | - | NE | - | - | - | - | 14 |  |  |  | 0     |      |

| 1971 | Classe | Moto           |   |   |   |   |   |   |   |   |   |    |   |   |  | Punti | Pos. |
| ---- | ------ | -------------- | - | - | - | - | - | - | - | - | - | -- | - | - |  | ----- | ---- |
| 1971 | 125    | Suzuki e Derbi | - | - | - | - | - | - | - | - | 7 | NE | - | - |  | 4     | 24º  |

| Legenda | 1º posto        | 2º posto            | 3º posto            | A punti      | Senza punti        | Grassetto – Pole position Corsivo – Giro più veloce |
| Legenda | Gara non valida | Non qual./Non part. | Ritirato/Non class. | Squalificato | '-' Dato non disp. | Grassetto – Pole position Corsivo – Giro più veloce |

### Classe 250
| 1960 | Classe | Moto               |    |   |   |   |   |   |   |  |  |  |  |  |  | Punti | Pos. |
| ---- | ------ | ------------------ | -- | - | - | - | - | - | - |  |  |  |  |  |  | ----- | ---- |
| 1960 | 250    | Aermacchi e Ducati | NE | - | 9 | 5 | - | - | 7 |  |  |  |  |  |  | 2     | 14º  |

| 1962 | Classe | Moto              |   |   |   |   |   |   |   |   |   |    |   |  |  | Punti | Pos. |
| ---- | ------ | ----------------- | - | - | - | - | - | - | - | - | - | -- | - |  |  | ----- | ---- |
| 1962 | 250    | Aermacchi e Honda | 5 | - | 5 | - | - | - | - | - | 3 | NE | - |  |  | 8     | 9º   |

| 1964 | Classe | Moto  |   |    |   |   |   |   |   |   |   |    |   |   |  | Punti | Pos. |
| ---- | ------ | ----- | - | -- | - | - | - | - | - | - | - | -- | - | - |  | ----- | ---- |
| 1964 | 250    | Paton | - | 10 | - | 3 | 8 | 8 | - | 5 | - | NE | - | - |  | 6     | 11º  |

| 1965 | Classe | Moto      |   |   |   |   |     |    |   |   |   |   |   |   |   | Punti | Pos. |
| ---- | ------ | --------- | - | - | - | - | --- | -- | - | - | - | - | - | - | - | ----- | ---- |
| 1965 | 250    | Aermacchi | - | - | 6 | - | Rit | 10 | - | - | - | - | - | - | - | 1     | 28º  |

| 1966 | Classe | Moto      |   |   |   |   |   |   |   |   |   |     |   |   |  | Punti | Pos. |
| ---- | ------ | --------- | - | - | - | - | - | - | - | - | - | --- | - | - |  | ----- | ---- |
| 1966 | 250    | Aermacchi | - | - | - | - | - | - | - | - | - | Rit | 3 | - |  | 4     | 14º  |

| 1967 | Classe | Moto      |   |   |   |     |   |   |   |   |   |   |   |   |   | Punti | Pos. |
| ---- | ------ | --------- | - | - | - | --- | - | - | - | - | - | - | - | - | - | ----- | ---- |
| 1967 | 250    | Aermacchi | - | - | - | Rit | - | - | - | - | - | - | 7 | - | - | 0     |      |

| 1970 | Classe | Moto      |   |   |   |   |   |   |   |   |   |   |   |   |  | Punti | Pos. |
| ---- | ------ | --------- | - | - | - | - | - | - | - | - | - | - | - | - |  | ----- | ---- |
| 1970 | 250    | Aermacchi | - | - | - | - | - | - | - | - | - | - | - | 7 |  | 4     | 32º  |

| Legenda | 1º posto        | 2º posto            | 3º posto            | A punti      | Senza punti        | Grassetto – Pole position Corsivo – Giro più veloce |
| Legenda | Gara non valida | Non qual./Non part. | Ritirato/Non class. | Squalificato | '-' Dato non disp. | Grassetto – Pole position Corsivo – Giro più veloce |

### Classe 350
| 1965 | Classe | Moto      |    |   |    |    |     |    |   |   |   |   |   |   |  | Punti | Pos. |
| ---- | ------ | --------- | -- | - | -- | -- | --- | -- | - | - | - | - | - | - |  | ----- | ---- |
| 1965 | 350    | Aermacchi | NE | - | NE | NE | Rit | 11 | - | - | - | - | - | - |  | 0     |      |

| 1966 | Classe | Moto      |    |   |   |   |    |   |   |   |   |     |   |   |  | Punti | Pos. |
| ---- | ------ | --------- | -- | - | - | - | -- | - | - | - | - | --- | - | - |  | ----- | ---- |
| 1966 | 350    | Aermacchi | NE | - | - | - | NE | 5 | 6 | - | - | Rit | 3 | 3 |  | 11    | 6º   |

| 1967 | Classe | Moto      |    |   |    |   |   |    |   |   |    |   |   |    |   | Punti | Pos. |
| ---- | ------ | --------- | -- | - | -- | - | - | -- | - | - | -- | - | - | -- | - | ----- | ---- |
| 1967 | 350    | Aermacchi | NE | 4 | NE | 4 | - | NE | - | 5 | NE | - | 4 | NE | - | 11    | 6º   |

| 1972 | Classe | Moto      |   |   |   |   |   |   |   |    |   |   |   |   |   | Punti | Pos. |
| ---- | ------ | --------- | - | - | - | - | - | - | - | -- | - | - | - | - | - | ----- | ---- |
| 1972 | 350    | MV Agusta | 8 | - | - | - | - | - | - | NE | - | - | - | - | - | 3     | 30º  |

| Legenda | 1º posto        | 2º posto            | 3º posto            | A punti      | Senza punti        | Grassetto – Pole position Corsivo – Giro più veloce |
| Legenda | Gara non valida | Non qual./Non part. | Ritirato/Non class. | Squalificato | '-' Dato non disp. | Grassetto – Pole position Corsivo – Giro più veloce |

### Classe 500
| 1960 | Classe | Moto   |  |    |  |  |  |  |  |  |  |  |  |  |  | Punti | Pos. |
| ---- | ------ | ------ |  | -- |  |  |  |  |  |  |  |  |  |  |  | ----- | ---- |
| 1960 | 500    | Norton |  | 29 |  |  |  |  |  |  |  |  |  |  |  | 0     |      |

| 1961 | Classe | Moto   |    |  |  |  |  |  |  |  |   |  |  |  |  | Punti | Pos. |
| ---- | ------ | ------ | -- |  |  |  |  |  |  |  | - |  |  |  |  | ----- | ---- |
| 1961 | 500    | Norton | NE |  |  |  |  |  |  |  | 4 |  |  |  |  | 3     | 15º  |

| 1964 | Classe | Moto    |  |    |    |  |   |  |  |  |  |  |     |    |  | Punti | Pos. |
| ---- | ------ | ------- |  | -- | -- |  | - |  |  |  |  |  | --- | -- |  | ----- | ---- |
| 1964 | 500    | Bianchi |  | NE | NE |  | 7 |  |  |  |  |  | Rit | NE |  | 0     |      |

| 1968 | Classe | Moto  |  |  |  |     |     |   |     |  |  |   |  |  |  | Punti | Pos. |
| ---- | ------ | ----- |  |  |  | --- | --- | - | --- |  |  | - |  |  |  | ----- | ---- |
| 1968 | 500    | LinTo |  |  |  | Rit | Rit | 2 | Rit |  |  | 4 |  |  |  | 9     | 4º   |

| 1969 | Classe | Moto  |  |     |     |     |     |     |     |     |  |  |   |  |  | Punti | Pos. |
| ---- | ------ | ----- |  | --- | --- | --- | --- | --- | --- | --- |  |  | - |  |  | ----- | ---- |
| 1969 | 500    | LinTo |  | Rit | Rit | Rit | Rit | Rit | Rit | Rit |  |  | 1 |  |  | 15    | 14º  |

| 1970 | Classe | Moto  |  |   |     |  |   |     |     |    |   |  |     |     |  | Punti | Pos. |
| ---- | ------ | ----- |  | - | --- |  | - | --- | --- | -- | - |  | --- | --- |  | ----- | ---- |
| 1970 | 500    | LinTo |  | 3 | Rit |  | 3 | Rit | Rit | NE | 3 |  | Rit | Rit |  | 30    | 5º   |

| 1971 | Classe | Moto              |   |   |     |     |     |  |    |     |   |  |   |  |  | Punti | Pos. |
| ---- | ------ | ----------------- | - | - | --- | --- | --- |  | -- | --- | - |  | - |  |  | ----- | ---- |
| 1971 | 500    | LinTo e MV Agusta | 7 | 5 | Rit | Rit | Rit |  | NE | Rit | 7 |  | 1 |  |  | 29    | 8º   |

| 1972 | Classe | Moto      |   |  |  |   |   |   |   |   |  |  |  |   |  | Punti | Pos. |
| ---- | ------ | --------- | - |  |  | - | - | - | - | - |  |  |  | - |  | ----- | ---- |
| 1972 | 500    | MV Agusta | 2 |  |  | 2 | 2 | 1 | 2 | 2 |  |  |  | 2 |  | 87    | 2º   |

| Legenda | 1º posto        | 2º posto            | 3º posto            | A punti      | Senza punti        | Grassetto – Pole position Corsivo – Giro più veloce |
| Legenda | Gara non valida | Non qual./Non part. | Ritirato/Non class. | Squalificato | '-' Dato non disp. | Grassetto – Pole position Corsivo – Giro più veloce |